# Dacus aequalis
Dacus aequalis är en tvåvingeart som beskrevs av Daniel William Coquillett 1909. Dacus aequalis ingår i släktet Dacus och familjen borrflugor. Inga underarter finns listade i Catalogue of Life.